# Вишнянське газове родовище
Вишнянське газове родовище — належить до Більче-Волицького нафтогазоносного району Передкарпатської нафтогазоносної області Західного нафтогазоносного регіону України.

## Опис
Розташоване у Львівській області на відстані 10 км від м. Яворів. Пов'язане З півночі-зах. частиною Косівсько-Угерської підзони Більче-Волицької зони. Судово-Вишнянське підняття виявлене в 1940 р. Вишнянська структура розмірами по ізогіпсі -500 м 8,0х3,0 м, висотою 20 м, складена баденськими та нижньосарматськими утвореннями, які облягають ерозійний виступ верхньоюрських вапняків, місцями перекритих гельветськими пісковиками. По гіпсоангідритовому горизонту вона являє собою брахіантикліналь північно-західного простягання, розбиту поздовжніми та поперечними порушеннями на три блоки.
Перший промисловий приплив газу отримано з відкладів верхньодашавської підсвіти нижнього сармату з інт. 810—860 м у 1967 р.
Поклади пластові, склепінчасті, тектонічно екрановані. Режим Покладів газовий. Запаси початкові видобувні категорій А+В+С1: газу — 1565 млн. м³.